# Роббінсвілл Тауншип (Нью-Джерсі)
Роббінсвілл Тауншип (англ. Robbinsville Township) — селище (англ. township) в США, в окрузі Мерсер штату Нью-Джерсі. Населення — 15 476 осіб (2020).

### Клімат
| Клімат : Роббінсвілл Тауншип | Клімат : Роббінсвілл Тауншип | Клімат : Роббінсвілл Тауншип | Клімат : Роббінсвілл Тауншип | Клімат : Роббінсвілл Тауншип | Клімат : Роббінсвілл Тауншип | Клімат : Роббінсвілл Тауншип | Клімат : Роббінсвілл Тауншип | Клімат : Роббінсвілл Тауншип | Клімат : Роббінсвілл Тауншип | Клімат : Роббінсвілл Тауншип | Клімат : Роббінсвілл Тауншип | Клімат : Роббінсвілл Тауншип | Клімат : Роббінсвілл Тауншип |
| Показник                     | Січ.                         | Лют.                         | Бер.                         | Квіт.                        | Трав.                        | Черв.                        | Лип.                         | Серп.                        | Вер.                         | Жовт.                        | Лист.                        | Груд.                        | Рік                          |
| Середній максимум, °C        | 4,4                          | 6,2                          | 10,7                         | 17,2                         | 22,6                         | 27,7                         | 30,1                         | 29,1                         | 25,3                         | 19,0                         | 13,2                         | 7,0                          | 17,7                         |
| Середня температура, °C      | −0,2                         | 1,3                          | 5,3                          | 11,1                         | 16,4                         | 21,7                         | 24,2                         | 23,3                         | 19,4                         | 13,0                         | 7,8                          | 2,4                          | 12,2                         |
| Середній мінімум, °C         | −4,8                         | −3,7                         | −0,1                         | 5,1                          | 10,2                         | 15,7                         | 18,4                         | 17,6                         | 13,5                         | 7,0                          | 2,5                          | −2,2                         | 6,7                          |
| Норма опадів, мм             | 87                           | 68                           | 106                          | 102                          | 104                          | 109                          | 129                          | 106                          | 106                          | 94                           | 90                           | 99                           | 1199                         |
| Вологість повітря, %         | 65.6                         | 62.2                         | 58.2                         | 57.8                         | 62.8                         | 66.8                         | 67.1                         | 69.5                         | 70.5                         | 69.5                         | 67.4                         | 67.0                         | 65.4                         |
| ---------------------------- | ---------------------------- | ---------------------------- | ---------------------------- | ---------------------------- | ---------------------------- | ---------------------------- | ---------------------------- | ---------------------------- | ---------------------------- | ---------------------------- | ---------------------------- | ---------------------------- | ---------------------------- |
| Джерело: PRISM Climate Group |                              |                              |                              |                              |                              |                              |                              |                              |                              |                              |                              |                              |                              |

## Демографія
Згідно з переписом 2010 року, у селищі мешкали 13 642 особи в 5087 домогосподарствах у складі 3589 родин. Було 5277 помешкань
Расовий склад населення:
| - 81,6 % — білих - 12,7 % — азіатів - 3,1 % — чорних або афроамериканців - 0,1 % — корінних американців |

До двох чи більше рас належало 1,8 %. Частка іспаномовних становила 4,1 % від усіх жителів.
За віковим діапазоном населення розподілялося таким чином: 28,7 % — особи молодші 18 років, 61,6 % — особи у віці 18—64 років, 9,7 % — особи у віці 65 років та старші. Медіана віку мешканця становила 39,2 року. На 100 осіб жіночої статі у селищі припадало 91,3 чоловіків;  на 100 жінок у віці від 18 років та старших — 87,8 чоловіків також старших 18 років.
Середній дохід на одне домашнє господарство  становив 146 969 доларів США (медіана — 116 686), а середній дохід на одну сім'ю — 173 791 долар (медіана — 146 928). Медіана доходів становила 97 768 доларів для чоловіків та 77 837 доларів для жінок. За межею бідності перебувало 1,2 % осіб, у тому числі 0,0 % дітей у віці до 18 років та 3,5 % осіб у віці 65 років та старших.
Цивільне працевлаштоване населення становило 7557 осіб. Основні галузі зайнятості: освіта, охорона здоров'я та соціальна допомога — 21,8 %, науковці, спеціалісти, менеджери — 17,7 %, роздрібна торгівля — 11,7 %, фінанси, страхування та нерухомість — 11,0 %.